# Grions
Grions és una entitat de població del municipi de Sant Feliu de Buixalleu, a la comarca catalana de la Selva. El 2006 tenia 216 habitants. El poble és centrat als voltants de l'església de Sant Gabriel.
N'és un fil notable Antoni Vicenç Domènec, dominic dels segles xvi i xvii nascut en la parròquia.
Entre les seves cases de pagès hi destaquen Can Puigmarí i Can Domènec.
Grions formava part de la Batllia de n'Orri (Vescomtat de Cabrera) a principis del Segle XIX. Amb la fi del règim senyorial, es va incorporar a l'ajuntament de Sant Feliu de Buixalleu juntament amb Gaserans.